# Siolidrilus adetus
Siolidrilus adetus är en ringmaskart som beskrevs av Ernst Marcus 1949. Siolidrilus adetus ingår i släktet Siolidrilus och familjen glattmaskar. Inga underarter finns listade i Catalogue of Life.